# Sacralizzazione
Sacralizzazione significa trasformare qualcosa in sacro. Questo termine si riferisce al fenomeno storico del cambiamento di antichi toponimi con nomi di santi o di chiese ed è stato espresso in particolare come sacralizzazione dei quartieri. 
Il fenomeno interessò, per esempio, tutti gli antichi quartieri di Chiaramonte, come Baglio o Burgo, che vennero rinominati con nomi di santi come San Giovanni o San Francesco intorno al XVIII secolo. Il fenomeno denominato sacralizzazione dei quartieri avvenne anche in altri paesi della Sicilia.
Il significato si trova anche nella frase: I Musulmani hanno sacralizzato la legge.
Il termine sacralizzazione è utilizzato anche in medicina, riferendosi alla vertebra L5. Quando essa si sacralizza, diventa parte dell'osso sacro, creando così una situazione di mancanza di una vertebra lombare. Tale caso è patologico.